# 賈桂琳·史密斯
杰奎琳·艾伦·“贾克琳”·史密斯（英語：Jacquelyn Ellen "Jaclyn" Smith，1945年10月26日—） 是美国女演员和女商人。她最出名的是她在电视连续剧《霹靂嬌娃》（1976-1981）中扮演Kelly Garrett的角色，并且是唯一一位完整地留在该系列的原创女主角。她在电影《霹靂嬌娃2》(2003) 和《霹靂嬌娃》(2019) 中客串重演此一角色。她還出演其他电影，包括Nightkill(1980) 和Déjà Vu (1985)。自1980年代，她開始开发和营销自己的服装和香水品牌。
史密斯于1968 年以次要角色开始了她的职业生涯。 1976 年，她与凯特·杰克逊和花拉·科茜一起出演《霹靂嬌娃》。這部劇讓三人一舉成名，包括登上《时代》杂志的封面。她因在电视电影Jacqueline Bouvier Kennedy(1981) 中出演女主角，而获得金球奖迷你剧或电视电影最佳女主角提名，并在接下来的20年內出演多部电视电影和迷你剧，包括《天使的愤怒》(1983)、《乔治·华盛顿》 (1984)、《神鬼認證》(1988)、《万花筒》(1990) 和Nightmare in the Daylight(1992)。 2002年至2004年，她在连续剧The District中反复出演角色，并在 2012 年的《CSI犯罪現場》的两集中饰演Olivia Hodges。